# Envikens församling
Envikens församling är en församling i Falu-Nedansiljans kontrakt i Västerås stift. Församlingen ligger i Falu kommun i Dalarnas län och ingår i Svärdsjö, Enviken och Sundborns pastorat.

## Administrativ historik
Envikens församling bildades 1671 genom en utbrytning ur Svärdsjö församling, och var därefter till 1 maj 1864 i pastorat med Svärdsjö församling. Från 1 maj 1864 till 2014 utgjorde församlingen ett eget pastorat. Från 2014 ingår församlingen i Svärdsjö-Envikens pastorat, som 2018 utökades och namnändrades till Svärdsjö, Enviken och Sundborns pastorat.

## Kyrkor
- Envikens gamla kyrka
- Envikens kyrka